# Casa Rasponi dalle Teste
Casa Rasponi delle Teste è un edificio medievale di Pisa, situato all'angolo tra via Serafini e via della Sapienza.

## Storia
La struttura risale alla prima metà del XIII secolo ed era inizialmente costituita da una casa torre verso ovest, alla quale vennero in seguito fatte delle aggiunte verso ovest. L'edificio, a pianta rettangolare, si doveva anticamente presentare isolato in una posizione di grande prestigio e importanza.

## Descrizione
La struttura portante si vede bene sul lato nord, dove la parete non intonacata mostra ancora le strutture portanti, cioè due grandi archi di scarico affiancati (più un terzo appena accennato sulla sinistra), con apertura a sesto acuto. Vi si aprono finestre di vario modo: monofore, bifore, aperture rettangolari e altre aperture tamponate, come alcune con architrave pentagonale, che denotata particolarmente l'antichità dell'edificio. Su fianco ovest si vede l'uso dell'inconsueto calcare di San Giuliano, una pietra particolarmente pregiata e costosa. La presenza di buche pontaie e mensole sporgenti fa pensare all'esistenza in passato di uno o più ballatoi lignei che ampliavano il piano calpestabile dell'edificio.